# Neoascia carinicauda
Neoascia carinicauda är en tvåvingeart som beskrevs av Stackelberg 1955. Neoascia carinicauda ingår i släktet dvärgblomflugor, och familjen blomflugor. Inga underarter finns listade i Catalogue of Life.